# Mercurey
Mercurey è un comune francese di 1 483 abitanti situato nel dipartimento della Saona e Loira nella regione della Borgogna-Franca Contea.

## Società

### Evoluzione demografica

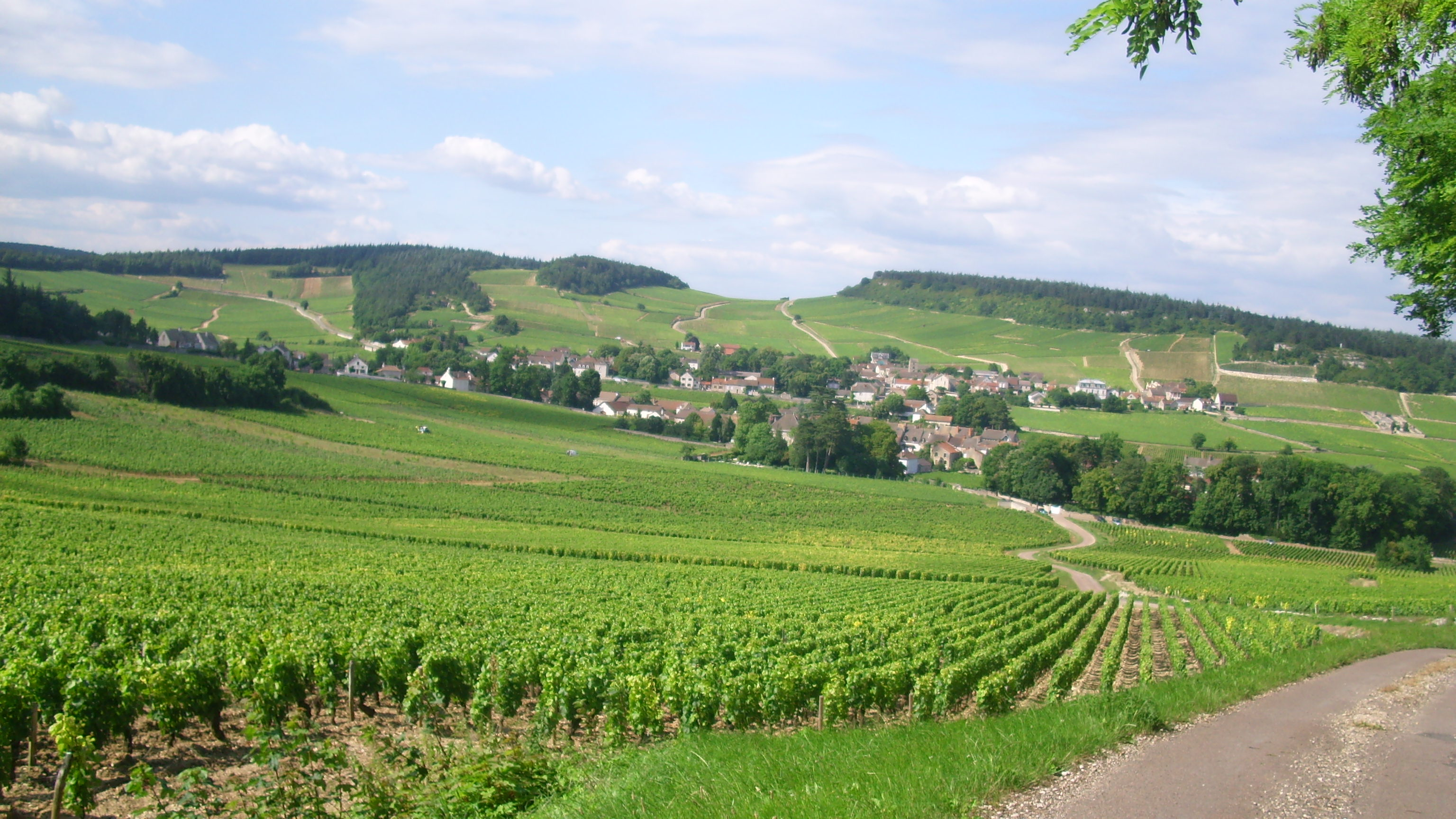
Mercurey

Abitanti censiti